# Olympische Sommerspiele 2000/Teilnehmer (Italien)
| Gelbes Symbol für Goldmedaillen mit stilisierten Olympischen Ringen | Graues Symbol für Silbermedaillen mit stilisierten Olympischen Ringen | Braundes Symbol für Bronzemedaillen mit stilisierten Olympischen Ringen |
| ------------------------------------------------------------------- | --------------------------------------------------------------------- | ----------------------------------------------------------------------- |
| 13                                                                  | 8                                                                     | 13                                                                      |

Italien nahm an den Olympischen Sommerspielen 2000 in der australischen Metropole Sydney mit 361 Athleten, 115 Frauen und 246 Männern, in 28 Sportarten teil.
Seit 1896 war es die 23. Teilnahme Italiens an Olympischen Sommerspielen.

## Flaggenträger
Der Basketballspieler Carlton Myers trug die Flagge Italiens während der Eröffnungsfeier im Stadium Australia.

## Medaillengewinner
Mit 13 gewonnenen Gold-, 8 Silber- und 13 Bronzemedaillen belegte das italienische Team Platz 7 im Medaillenspiegel.
| M | Name/n | Sportart       | Wettkampf                                       |
| - | --- | -------------- | ----------------------------------------------- |
|   | Angelo Mazzoni, Paolo Milanoli, Maurizio Randazzo & Alfredo Rota | Fechten        | Herren, Degen, Mannschaft                       |
|   | Valentina Vezzali | Fechten        | Damen, Florett, Einzel                          |
|   | Diana Bianchedi, Giovanna Trillini & Valentina Vezzali | Fechten        | Damen, Florett, Mannschaft                      |
|   | Giuseppe Maddaloni | Judo           | Herren, Leichtgewicht                           |
|   | Beniamino Bonomi & Antonio Rossi | Kanu           | Herren, Zweier-Kajak, 1000 Meter                |
|   | Josefa Idem | Kanu           | Damen, Einer-Kajak, 500 Meter                   |
|   | Antonella Bellutti | Radsport       | Damen, Punkterennen                             |
|   | Paola Pezzo | Radsport       | Damen, Mountainbike, Cross-Country              |
|   | Agostino Abbagnale, Rossano Galtarossa, Simone Raineri & Alessio Sartori | Rudern         | Herren, Doppelvierer                            |
|   | Domenico Fioravanti | Schwimmen      | Herren, 100 Meter Brust Herren, 200 Meter Brust |
|   | Massimiliano Rosolino | Schwimmen      | Herren, 200 Meter Lagen                         |
|   | Alessandra Sensini | Segeln         | Damen, Windsurfen                               |
|   | Matteo Bisiani, Ilario Di Buò & Michele Frangilli | Bogenschießen  | Herren, Mannschaft                              |
|   | Nicola Vizzoni | Leichtathletik | Herren, Hammerwurf                              |
|   | Fiona May | Leichtathletik | Damen, Weitsprung                               |
|   | Elia Luini & Leonardo Pettinari | Rudern         | Herren, Leichtgewichts-Doppelzweier             |
|   | Lorenzo Carboncini, Riccardo Dei Rossi, Valter Molea & Carlo Mornati | Rudern         | Herren, Vierer ohne Steuermann                  |
|   | Deborah Gelisio | Schießen       | Damen, Doppel-Trap                              |
|   | Massimiliano Rosolino | Schwimmen      | Herren, 400 Meter Freistil                      |
|   | Luca Devoti | Segeln         | Herren, Finn Dinghy                             |
|   | Paolo Vidoz | Boxen          | Herren, Superschwergewicht                      |
|   | Daniele Crosta, Gabriele Magni, Salvatore Sanzo, Matteo Zennaro | Fechten        | Herren, Florett, Mannschaft                     |
|   | Giovanna Trillini | Fechten        | Damen, Florett, Einzel                          |
|   | Girolamo Giovinazzo | Judo           | Herren, Halbleichtgewicht                       |
|   | Ylenia Scapin | Judo           | Damen, Mittelgewicht                            |
|   | Emanuela Pierantozzi | Judo           | Damen, Halbschwergewicht                        |
|   | Pierpaolo Ferrazzi | Kanu           | Herren, Einer-Kajak, Slalom                     |
|   | Silvio Martinello & Marco Villa | Radsport       | Herren, Madison                                 |
|   | Giovanni Calabrese & Nicola Sartori | Rudern         | Herren, Doppelzweier                            |
|   | Giovanni Pellielo | Schießen       | Herren, Trap                                    |
|   | Davide Rummolo | Schwimmen      | Herren, 200 Meter Brust                         |
|   | Massimiliano Rosolino | Schwimmen      | Herren, 200 Meter Freistil                      |
|   | Marco Bracci, Mirko Corsano, Alessandro Fei, Andrea Gardini, Andrea Giani, Pasquale Gravina, Luigi Mastrangelo, Marco Meoni, Samuele Papi, Simone Rosalba, Andrea Sartoretti, Paolo Tofoli | Volleyball     | Herrenturnier                                   |

## Teilnehmer nach Sportarten

### Baseball
Herren
Matteo Baldacci
Fabio Betto
Roberto Cabalisti
Luigi Carrozza
Francesco Casolari
Marc Cerbone
Davide Dallospedale
Alberto D’Auria
Roberto De Franceschi
Daniele Di Pace
Andrea Evangelisti
Daniele Frignani
Emiliano Ginanneschi
Seth La Fera
Stefano Landuzzi
Claudio Liverziani
Christopher Madonna
Christian Mura
Daniel Newman
Battista Perri
Diego Ricci
David Sheldon
Jason Simontacchi
Michele Toriaco

### Basketball
Herren
Alessandro Abbio
Gianluca Basile
Roberto Chiacig
Marcelo Damiao
Gregor Fucka
Giacomo Galanda
Agostino Li Vecchi
Denis Marconato
Andrea Meneghin
Michele Mian
Carlton Myers
German Scarone

### Bogenschießen
| Herren            | Herren            | Herren |
| ----------------- | ----------------- | ------ |
| Matteo Bisiani    | Einzel Mannschaft | Silber |
| Ilario Di Buò     | Einzel Mannschaft | Silber |
| Michele Frangilli | Einzel Mannschaft | Silber |
| Damen             |                   |        |
| Irene Franchini   | Einzel Mannschaft |        |
| Cristina Ioriatti | Einzel Mannschaft |        |
| Natalia Valeeva   | Einzel Mannschaft |        |

### Boxen
- Ottavio Barone
Mittelgewicht
- Leonard Bundu
Weltergewicht
- Ciro Di Corcia
Halbmittelgewicht
- Giacobbe Fragomeni
Halbschwergewicht
- Sven Paris
Halbweltergewicht
- Paolo Vidoz (Bronze )
Superschwergewicht

### Fechten
Herren
| Name                                                              | Wettkampf                    |
| ----------------------------------------------------------------- | ---------------------------- |
| Angelo Mazzoni                                                    | Degen Einzel                 |
| Paolo Milanoli                                                    | Degen Einzel                 |
| Alfredo Rota                                                      | Degen Einzel                 |
| Daniele Crosta                                                    | Florett Einzel               |
| Salvatore Sanzo                                                   | Florett Einzel               |
| Matteo Zennaro                                                    | Florett Einzel               |
| Raffaello Caserta                                                 | Säbel Einzel                 |
| Luigi Tarantino                                                   | Säbel Einzel                 |
| Tonhi Terenzi                                                     | Säbel Einzel                 |
| Angelo Mazzoni Paolo Milanoli Maurizio Randazzo Alfredo Rota      | Degen Mannschaft (Gold )     |
| Daniele Crosta Gabriele Magni Salvatore Sanzo Matteo Zennaro      | Florett Mannschaft (Bronze ) |
| Raffaello Caserta Giampiero Pastore Luigi Tarantino Tonhi Terenzi | Säbel Mannschaft             |

Damen
| Name                                                | Wettkampf                  |
| --------------------------------------------------- | -------------------------- |
| Cristiana Cascioli                                  | Degen Einzel               |
| Margherita Zalaffi                                  | Degen Einzel               |
| Diana Bianchedi                                     | Florett Einzel             |
| Giovanna Trillini                                   | Florett Einzel (Bronze )   |
| Valentina Vezzali                                   | Florett Einzel (Gold )     |
| Diana Bianchedi Giovanna Trillini Valentina Vezzali | Florett Mannschaft (Gold ) |

### Fußball
Herren
- Tor

1 Morgan De Sanctis
18 Christian Abbiati
- Abwehr

2 Alessandro Grandoni
3 Luca Mezzano
4 Marco Zanchi
5 Matteo Ferrari
14 Claudio Rivalta
15 Bruno Cirillo
- Mittelfeld

6 Gennaro Gattuso
8 Roberto Baronio
13 Massimo Ambrosini
16 Ighli Vannucchi
17 Cristiano Zanetti
21 Fabio Firmani
- Sturm

7 Gianni Comandini
9 Nicola Ventola
10 Andrea Pirlo
11 Gianluca Zambrotta
12 Massimo Margiotta
- Ersatzspieler

19 Gennaro Scarlato
20 Stefano Morrone
22 Cristiano Lupatelli (Tor)
- Trainer

Marco Tardelli
- Ergebnisse

Vorrunde
 Australien: 1:0
 Honduras: 3:1
 Niger: 1:1
Viertelfinale
 Spanien: 0:1

### Gewichtheben
Herren
- Moreno Boer
Schwergewicht
- Giuseppe Ficco
Leicht-Schwergewicht
- Sergio Mannironi
Leichtgewicht

Damen
- Eva Giganti
Fliegengewicht

### Judo
Herren
- Girolamo Giovinazzo
Halbleichtgewicht (Bronze )
- Luigi Guido
Halbschwergewicht
- Francesco Lepre
Halbmittelgewicht
- Giuseppe Maddaloni
Leichtgewicht (Gold )
- Michele Monti
Mittelgewicht

Damen
- Cinzia Cavazzuti
Leichtgewicht
- Jenny Gal
Halbmittelgewicht
- Emanuela Pierantozzi
Halbschwergewicht (Bronze )
- Ylenia Scapin
Mittelgewicht (Bronze )

### Kanu
Kanurennsport
Herren
- Antonio Scaduto
Einer-Kajak, 500 m
- Jacopo Majocchi
Einer-Kajak, 1000 m
- Beniamino Bonomi & Antonio Rossi (Gold )
Zweier-Kajak, 500 m und 1000 m

Damen
- Josefa Idem (Gold )
Einer-Kajak, 500 m

Kanuslalom
Herren
- Pierpaolo Ferrazzi (Bronze )
Einer-Kajak
- Enrico Lazzarotto
Einer-Kajak

Damen
- Maria Cristina Giai Pron
Einer-Kajak

### Leichtathletik
| Disziplin         | Herren                                                                   | Damen                                                             |
| ----------------- | ------------------------------------------------------------------------ | ----------------------------------------------------------------- |
| 100 m             | Andrea Colombo Francesco Scuderi Stefano Tilli                           |                                                                   |
| 200 m             | Alessandro Cavallaro                                                     |                                                                   |
| 400 m             | Alessandro Attene                                                        |                                                                   |
| 800 m             | Andrea Longo                                                             |                                                                   |
| 5000 m            |                                                                          | Roberta Brunet                                                    |
| 10.000 m          | Rachid Berradi Daniele Caimmi                                            | Silvia Sommaggio                                                  |
| 4 × 100 m Staffel | Alessandro Cavallaro Maurizio Checcucci Andrea Colombo Francesco Scuderi |                                                                   |
| 4 × 400 m Staffel |                                                                          | Francesca Carbone Virna De Angeli Daniela Graglia Fabiola Piroddi |
| Marathon          | Stefano Baldini Giacomo Leone Vincenzo Modica                            | Ornella Ferrara Maura Viceconte                                   |
| 110 m Hürden      | Andrea Giaconi Emiliano Pizzoli                                          |                                                                   |
| 400 m Hürden      | Giorgio Frinolli Puzzilli Fabrizio Mori                                  | Monika Niederstätter                                              |
| 3000 m Hindernis  | Giuseppe Maffei                                                          |                                                                   |
| 20 km Gehen       | Giovanni De Benedictis Michele Didoni Alessandro Gandellini              | Erica Alfridi Elisabetta Perrone Annarita Sidoti                  |
| 50 km Gehen       | Ivano Brugnetti Arturo Di Mezza Giovanni Perricelli                      |                                                                   |
| Stabhochsprung    | Giuseppe Gibilisco                                                       |                                                                   |
| Weitsprung        |                                                                          | Fiona May (Silber )                                               |
| Dreisprung        | Paolo Camossi Fabrizio Donato                                            |                                                                   |
| Kugelstoßen       | Paolo Dal Soglio                                                         | Mara Rosolen                                                      |
| Diskuswurf        | Diego Fortuna                                                            |                                                                   |
| Hammerwurf        | Loris Paoluzzi Nicola Vizzoni (Silber )                                  | Ester Balassini                                                   |
| Speerwurf         |                                                                          | Claudia Coslovich                                                 |
| Siebenkampf       |                                                                          | Gertrud Bacher                                                    |

### Moderner Fünfkampf
Herren
- Stefano Pecci

Damen
- Claudia Cerutti
- Fabiana Fares

### Radsport

#### Straßenrennen
Herren
- Michele Bartoli
Straßenrennen
- Paolo Bettini
Straßenrennen
- Francesco Casagrande
Straßenrennen
- Danilo Di Luca
Straßenrennen
- Marco Pantani
Straßenrennen

Damen
- Roberta Bonanomi
Straßenrennen
- Alessandra Cappellotto
Straßenrennen
- Valeria Cappellotto
Straßenrennen

#### Bahn
Herren
- Mario Benetton
Mannschaftsverfolgung
- Adler Capelli
Mannschaftsverfolgung
- Roberto Chiappa
Keirin
- Cristiano Citton
Mannschaftsverfolgung
- Silvio Martinello
Punktefahren; Madison (Bronze )
- Marco Villa
Mannschaftsverfolgung; Madison (Bronze )

Damen
- Antonella Bellutti
Punktefahren; Einerverfolgung (Gold )

#### Mountainbike
Herren
- Marco Bui
Cross-Country
- Hubert Pallhuber
Cross-Country

Damen
- Paola Pezzo
Cross-Country (Gold )

### Reiten
Dressur
- Pia Laus
Einzel

Springen
- Gianni Govoni
Einzel
- Jerry Smit
Einzel

Vielseitigkeit
- Giacomo Della Chiesa
Mannschaft
- Fabio Magni
Einzel, Mannschaft
- Andrea Verdina
Einzel, Mannschaft
- Lara Villata
Mannschaft

### Ringen
Herren
- Riccardo Magni
Leichtgewicht, griechisch-römisch
- Giuseppe Giunta
Superschwergewicht, griechisch-römisch

### Rudern
Herren
- Mattia Righetti
Einer
- Giovanni Calabrese & Nicola Sartori
Doppelzweier (Bronze )
- Pasquale Panzarino & Luigi Sorrentino
Zweier ohne Steuermann
- Elia Luini & Leonardo Pettinari
Leichtgewichts-Doppelzweier (Silber )
- Lorenzo Carboncini, Riccardo Dei Rossi, Valter Molea & Carlo Mornati
Vierer ohne Steuermann (Silber )
- Agostino Abbagnale, Rossano Galtarossa, Simone Raineri & Alessio Sartori
Doppelvierer (Gold )
- Catello Amarante, Salvatore Amitrano, Carlo Gaddi & Franco Sancassani
Leichtgewichts-Vierer
- Franco Berra, Gioacchino Cascone, Alessandro Corona, Luca Ghezzi, Gaetano Iannuzzi, Raffaello Leonardo, Mario Palmisano, Marco Penna & Valerio Pinton
Achter

### Schießen
Herren
- Andrea Benelli
Skeet
- Marco De Nicolo
Luftgewehr 10 m, Kleinkaliber liegend 50 m
- Roberto Di Donna
Luftpistole 10 m, Freie Pistole 50 m
- Daniele Di Spigno
Doppeltrap
- Vigilio Fait
Luftgewehr 10 m, Freie Pistole 50 m
- Ennio Falco
Skeet
- Pietro Genga
Skeet
- Marco Innocenti
Doppeltrap
- Giovanni Pellielo
Trap (Bronze )
- Paolo Ranno
Luftpistole 10 m
- Marco Venturini
Trap
- Rodolfo Viganò
Trap

Damen
- Deborah Gelisio
Doppel-Trap (Silber )
- Giulia Iannotti
Trap
- Cristina Vitali
Skeet

### Schwimmen
| Disziplin           | Herren                                                                                                   | Damen                                                     |
| ------------------- | --- | --------------------------------------------------------- |
| 50 m Freistil       | Lorenzo Vismara                                                                                          | Cristina Chiuso                                           |
| 100 m Freistil      | Lorenzo Vismara                                                                                          | Cristina Chiuso                                           |
| 200 m Freistil      | Massimiliano Rosolino (Bronze )                                                                          | Sara Parise                                               |
| 400 m Freistil      | Emiliano Brembilla Massimiliano Rosolino (Silber )                                                       | Sara Goffi                                                |
| 1500 m Freistil     | Emiliano Brembilla Christian Minotti                                                                     |                                                           |
| 100 m Rücken        | Emanuele Merisi                                                                                          |                                                           |
| 200 m Rücken        | Mirko Mazzari Emanuele Merisi                                                                            |                                                           |
| 100 m Brust         | Domenico Fioravanti (Gold )                                                                              |                                                           |
| 200 m Brust         | Domenico Fioravanti (Gold ) Davide Rummolo (Bronze )                                                     |                                                           |
| 200 m Schmetterling | Massimiliano Eroli                                                                                       |                                                           |
| 200 m Lagen         | Massimiliano Rosolino (Gold )                                                                            | Federica Biscia                                           |
| 400 m Lagen         | Alessio Boggiatto Massimiliano Eroli                                                                     | Federica Biscia                                           |
| 4 × 100 m Freistil  | Simone Cercato Mauro Gallo Klaus Lanzarini Massimiliano Rosolino Lorenzo Vismara                         | Cristina Chiuso Sara Parise Luisa Striani Cecilia Vianini |
| 4 × 200 m Freistil  | Andrea Beccari Emiliano Brembilla Simone Cercato Klaus Lanzarini Matteo Pelliciari Massimiliano Rosolino | Sara Goffi Sara Parise Luisa Striani Cecilia Vianini      |

#### Synchronschwimmen
- Maurizia Cecconi, Alessia Lucchini
Duett
- Giada Ballan, Serena Bianchi, Mara Brunetti, Giovanna Burlando, Chiara Cassin, Maurizia Cecconi, Alice Dominici, Alessia Lucchini, Clara Porchetto
Mannschaft

### Segeln
Herren
- Luca Devoti
Finn-Dinghy (Silber )
- Riccardo Giordano
Windsurfen
- Francesco Ivaldi, Matteo Ivaldi
470er

Damen
- Alessandra Sensini
Windsurfen (Gold )
- Larissa Nevierov
Europe
- Federica Salvà & Manuela Sossi
470er

Offen
- Diego Negri
Laser
- Francesco Bruni, Gabriele Bruni
49er
- Lorenzo Giacomo Bodini, Marco Bruno Bodini
Tornado
- Ferdinando Colaninno, Pietro D’Ali
Star
- Nicola Celon, Daniele De Luca, Michele Paoletti
Yngling

### Softball
Damen
Clelia Ailara
Loredana Auletta
Susan Bugliarello
Daniela Castellani
Marina Cergol
Sabrina Comberlato
Nicole Di Salvio
Francesca Francolini
Marta Gambella
Alessandra Gorla
Jie Hua
Giovanna Palermi
Verusca Paternoster
Claudia Petracchi
Jue-Fen Sun

### Taekwondo
Herren
- Claudio Nolano
Federgewicht
- Mario De Meo
Weltergewicht

Damen
- Cristiana Corsi
Federgewicht

### Tennis
Herren
- Gianluca Pozzi
Einzel
- Massimo Bertolini & Cristian Brandi
Doppel

Damen
- Silvia Farina Elia
Einzel
- Tathiana Garbin
Einzel
- Rita Grande
Einzel
- Silvia Farina Elia & Rita Grande
Doppel

### Triathlon
Herren
- Alessandro Bottoni

Damen
- Edith Cigana
- Silvia Gemignani

### Turnen
Herren
Einzelmehrkampf
- Alberto Busnari
- Igor Cassina

Damen
Einzelmehrkampf und Mannschaftsmehrkampf
- Monica Bergamelli
- Martina Bremini
- Alice Capitani
- Irene Castelli
- Adriana Crisci
- Laura Trefiletti

#### Rhythmische Sportgymnastik
Einzelmehrkampf
- Susanna Marchesi

Mannschaftsmehrkampf
- Elena Amato
- Eva D’Amore
- Silvia Gregorini
- Noemi Iezzi
- Roberta Lucentini
- Arianna Rusca

### Volleyball

#### Beach
- Laura Bruschini & Annamaria Solazzi
Damenturnier
- Daniela Gattelli & Lucilla Perrotta
Damenturnier
- Maurizio Pimponi & Andrea Raffaelli
Herrenturnier

#### Halle
Herren (Bronze )
Marco Bracci
Mirko Corsano
Alessandro Fei
Andrea Gardini
Andrea Giani
Pasquale Gravina
Luigi Mastrangelo
Marco Meoni
Samuele Papi
Simone Rosalba
Andrea Sartoretti
Paolo Tofoli
Damen
Sabrina Bertini
Antonella Bragaglia
Maurizia Cacciatori
Ana Paula De Tassis
Manuela Leggeri
Eleonora Lo Bianco
Anna Vania Mello
Darina Mifkova
Paola Paggi
Francesca Piccinini
Simona Rinieri Dennis
Elisa Togut

### Wasserball
Herren
Alberto Angelini
Francesco Attolico
Fabio Bencivenga
Leonardo Binchi
Alessandro Calcaterra
Roberto Calcaterra
Alberto Ghibellini
Amedeo Pomilio
Francesco Postiglione
Carlo Silipo
Leonardo Sottani
Stefano Tempesti
Antonio Vittorioso

### Wasserspringen
Herren
- Nicola Marconi
Kunstspringen, Synchronspringen
- Massimiliano Mazzucchi
Turmspringen
- Donald Miranda
Kunstspringen, Synchronspringen

Damen
- Tania Cagnotto
Kunstspringen
- Maria Marconi
Kunstspringen